# Борне (Дравський повіт)
Борне (пол. Borne) — село в Польщі, у гміні Островіце Дравського повіту Західнопоморського воєводства.
Населення — 127 осіб (2011).
У 1975—1998 роках село належало до Кошалінського воєводства.

## Демографія
Демографічна структура станом на 31 березня 2011 року:
|          | Загалом | Допрацездатний вік | Працездатний вік | Постпрацездатний вік |
| -------- | ------- | ------------------ | ---------------- | -------------------- |
| Чоловіки | 64      | 10                 | 48               | 6                    |
| Жінки    | 63      | 16                 | 29               | 18                   |
| Разом    | 127     | 26                 | 77               | 24                   |